# Prince (1752)
Le Prince est un vaisseau de la Compagnie des Indes, de 900 tonneaux et 20 canons.

## Histoire

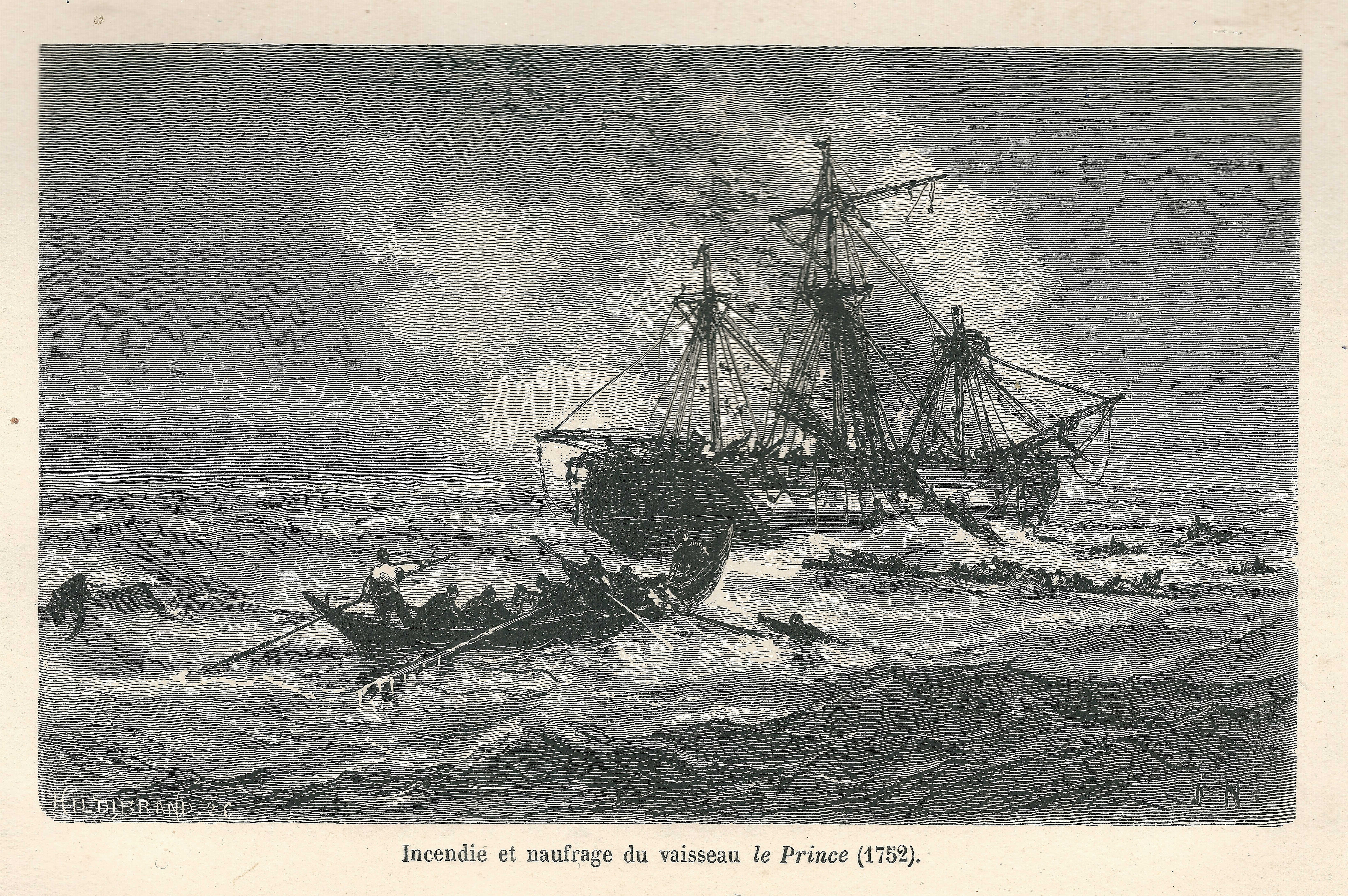
Jules Noël : Incendie et naufrage du vaisseau Le Prince en 1752 (gravure, 1877)

Après avoir talonné le 19 février 1752 en rade de Lorient et avoir dû se faire réparer, ce vaisseau, commandé par Bernard-Nicolas Morin des Mézerets, partit le 10 mars 1752 à destination de l'Inde avec 162 hommes d'équipage, 122 soldats et 18 passagers. Il fut victime d'un incendie et fit naufrage le 17 avril 1752 au large des côtes brésiliennes.
Le naufrage fit 292 disparus et il y eut 10 rescapés, qui parvinrent dans un canot dans la baie de Tresson, au Brésil.